# Café de Oriente

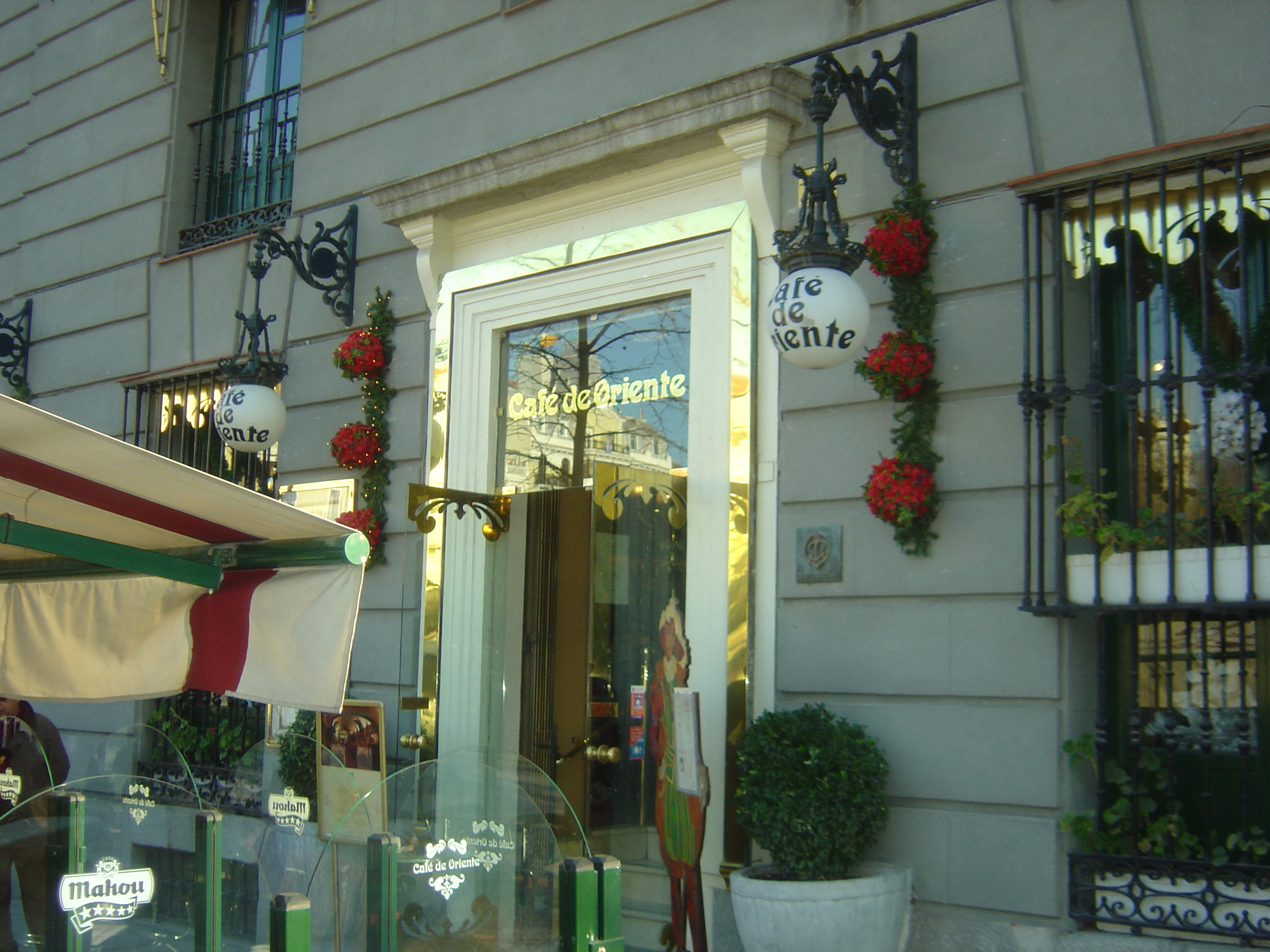
Café de Oriente, Eingang

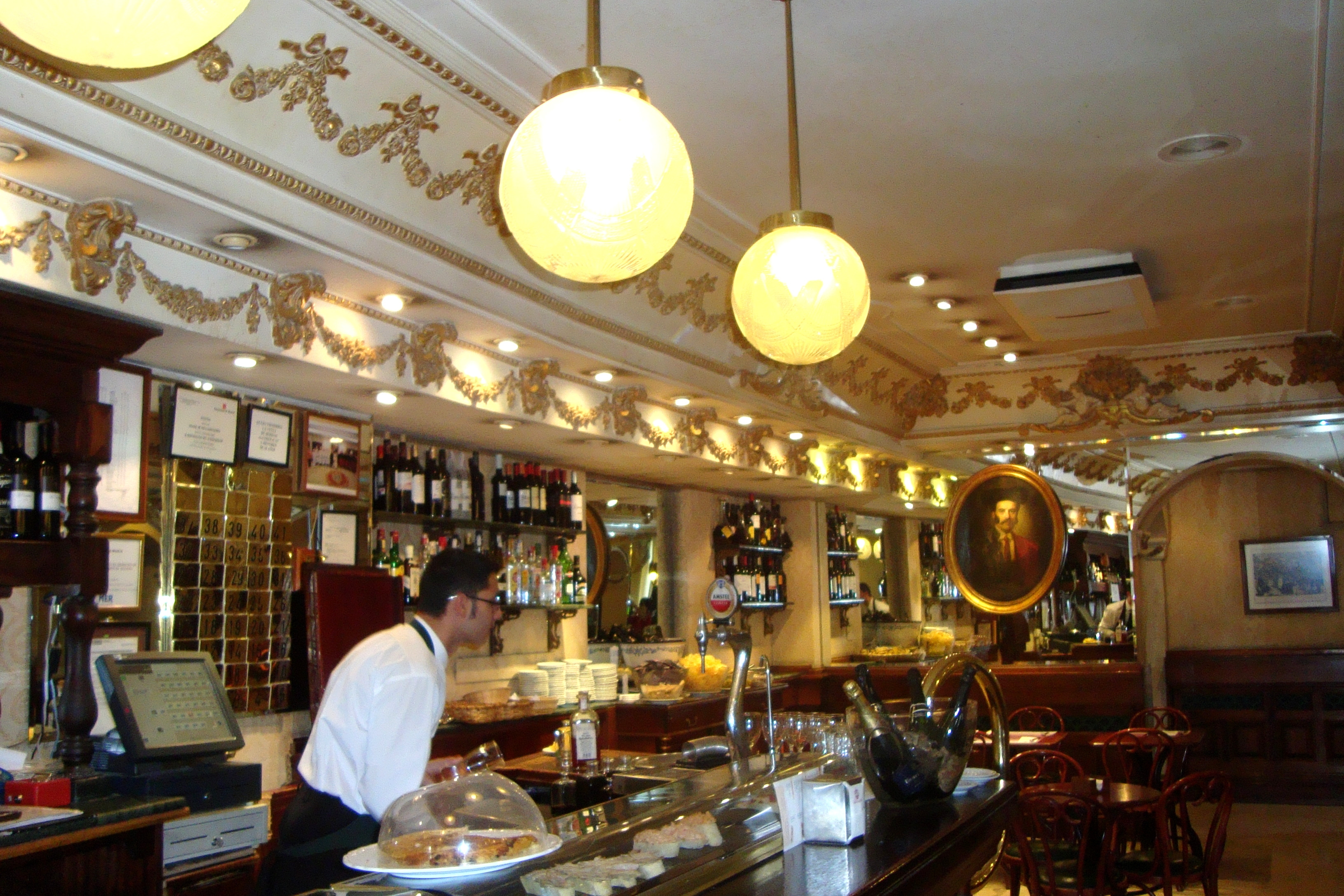
Der Innenraum

Das Café de Oriente in Madrid gilt trotz seiner relativ kurzen Geschichte als bekanntes Literaturcafé der spanischen Hauptstadt. Es liegt an der  Plaza de Oriente nächst dem Teatro Real von Madrid und gegenüber vom Königspalast. Die Inneneinrichtung des Lokals, das auch als Restaurant fungiert, wird als neobarock beschrieben und als ähnlich einem Wiener Kaffeehaus, wiewohl das Gebäude erst aus 1982 stammt. Es handelt sich also um ein Beispiel von Neohistorismus. Das Café wurde 1983 eröffnet. Enrique Tierno Galván und Antonio Mingote zählen zu seinen Stammgästen.